# Skotští zelení
Skotští zelení (Scottish Greens), oficiálně Skotská zelená strana (Scottish Green Party), jsou skotská zelená politická strana. Jsou jednou ze tří zelených stran ve Spojeném království, vedle Zelené strany Anglie a Walesu a Zelené strany Severního Irska. V současnosti strana drží osm mandátů ve Skotském parlamentu. Aktuálními lídry jsou Patrick Harvie a Lorna Slater.

## Historie
Skotští zelení vznikli roku 1990, kdy se celostátní Zelená strana rozdělila na Zelenou stranu Anglie a Walesu, Zelenou stranu Severního Irska a právě Skotskou zelenou stranu.
I když strana neměla žádné zástupce v Dolní sněmovně, na konci devadesátých letech se podílela na ústavním shromáždění, které vedlo ke zřízení Skotského parlamentu. Přestože v tomto bylo často viděno maximum jejího vlivu, v prvních volbách do Skotského parlamentu roku 1999 dosáhla překvapivého úspěchu, když získala jeden mandát v jižním Skotsku.
Ve volbách 2003 Zelení dosáhli zatím největšího počtu mandátů, když obsadili 7 křesel ze 129. V tomto roce proběhla velká kampaň „Druhá volba Zelení“, která podpořila v rámci skotského volebního systému volbu Zelených v rámci volebních regionů (zde voleno 56 ze 129 mandátů ve Skotském parlamentu). Zbylých 73 mandátů v jednomandátových obvodech bylo vždy mimo zřetel strany, která zde získavá jen velmi omezenou podporu a většinou zde ani neměla kandidáty.
V parlamentních volbách v roce 2007 zaznamenali Zelení velké ztráty, když spadli na dva mandáty. Protože ale neměla tehdejší menšinová vláda Skotské národní strany jistou podporu, získala Zelená strana na významu při hlasováních o rozpočtu. Roku 2009 kvůli Zeleným málem nebyl schválen rozpočet. V následujících volbách v roce 2011 strana zůstala se dvěma poslanci a její vliv byl kvůli nyní bezpečné většině vládnoucí SNP umenšen.
Při referendu o skotské nezávislosti 2014 Zelení podpořili nezávislost. Podle jejich vyjádření je „těžké si představit vládu ve Westminsteru, která reprezentuje skotské hodnoty.“ Strana vidí nezávislost jako příležitost ke strukturálním změnám. Skotové sice v referendu nezávislost odmítli, Zelení ale po něm zaznamenali velký nárůst počtu členů, z asi 1500 na 9000. Velký přísun finančních prostředků, aktivistů a mediální pozornosti stranu ve volbách 2016 dovedl k druhému nejlepšímu výsledku, když ve Skotském parlamentu obsadila 6 mandátů.
Po volbách opět nastoupila menšinová vláda nacionalistů, pro niž se stala cennou podpora Zelených v parlamentu. Zelená strana vládě Nicoly Sturgeon pomáhá prosazovat rozpočty. Podle mnohých hlasů tím strana ztrácí identitu a k roku 2019 odešla třetina členů.
Pro skotské parlamentní volby 2021 Zelení posílili spojenectví se Skotskou národní stranou, se kterou je spojuje snaha o vyhlášení druhého referenda o nezávislosti. Spolupředseda strany Patrick Harvie vyjevil ochotu po volbách usednout v nové skotské vládě. Vytvoření povolební koalice za nezávislost se setkalo se souhlasem prominentních členů SNP, kteří jsou tomuto scénáři nakloněni i v tom případě, že SNP získá prostou většinu mandátů.
Volby 2021 pro stranu znamenaly velký úspěch, když získala osm mandátů, což je její historicky nejlepší výsledek.
Skotští zelení se též účastní voleb do Dolní sněmovny, zde ale nikdy nedosáhli na parlamentní mandát a získávají jen kolem jednoho procenta hlasů.

## Organizace a politika
Programově jsou Skotští zelení environmentalistická strana, deklarující boj proti klimatické změně a nerovnosti.
Pro všeobecné volby 2019 strana připravila plán nazvaný „Nový zelený úděl“, který předpokládá urychlenou transformace na bezuhlíkovou ekonomiku. Plán zahrnuje dotace na obnovitelné zdroje či znárodnění energetických společností a firem provozujících veřejnou dopravu. Strana také prosazuje zavedení čtyřdenního pracovního týdne a přijetí legislativy zamezující, aby výkonní ředitelé firem dostávali více než desetinásobný plat než jejich průměrný zaměstnanec. Zelení se také zasazují o změnu volebního systému z většinového na poměrný a snížení volební hranice na 16 let.
Zelení podporují nezávislost Skotska. Z jejich strany je prezentována jako příležitost k vybudování ,,progresivního, internacionalistického, nezávislého Skotska". Podle nich je Skotsko a jeho zájmy londýnskou vládou ignorováno. Jako nezávislý stát by se Skotsko podle Zelené strany mohlo stát lídrem globálního boje proti změně klimatu.
Ve straně funguje ekosocialistická frakce, která posílila při stranických volbách v roce 2019.

## Seznam lídrů
Od roku 2004 ve straně funguje spolupředsednictví.
- Robin Harper (1990-2002)
- Eleanor Scott (2002-2004)
- Robin Harper & Shiona Baird (2004-2007)
- Robin Harper & Alison Johnstone (2007-2008)
- Patrick Harvie & Eleanor Scott (2008-2011)
- Patrick Harvie & Martha Wardrop (2011-2013)
- Patrick Harvie & Maggie Chapman (2013-2019)
- Patrick Harvie & Lorna Slater (2019-současnost)

## Volební výsledky

### Skotský parlament
| Volby | Volební obvody  | Volební obvody  | Volební regiony | Volební regiony | Celkem | ±  | Pozice | Postavení |
| Volby | %               | Mandáty         | %               | Mandáty         | Celkem | ±  | Pozice | Postavení |
| ----- | --------------- | --------------- | --------------- | --------------- | ------ | -- | ------ | --------- |
| 1999  | Jen v regionech | Jen v regionech | 3.6%            | 1/56            | 1/129  | ▬0 | ▬5.    | Opozice   |
| 2003  | Jen v regionech | Jen v regionech | 6.9%            | 7/56            | 7/129  | ▲6 | ▬5.    | Opozice   |
| 2007  | 0.1%            | 0/73            | 4.0%            | 2/56            | 2/129  | ▼5 | ▬5.    | Opozice   |
| 2011  | Jen v regionech | Jen v regionech | 4.4%            | 2/56            | 2/129  | ▬0 | ▬5.    | Opozice   |
| 2016  | 0.6%            | 0/73            | 6.6%            | 6/56            | 6/129  | ▲4 | ▲4.    | Podpora   |
| 2021  | 1.3%            | 0/73            | 8.1%            | 8/56            | 8/129  | ▲2 | ▬4.    | Vláda     |

### Parlament Spojeného království (za Skotsko)
| Volby | Hlasy | Mandáty | ±  | Pozice |
| ----- | ----- | ------- | -- | ------ |
| 1997  | 0.1   | 0/72    | ▬0 | ▬11.   |
| 2001  | 0.2   | 0/72    | ▬0 | ▲6.    |
| 2005  | 1.1   | 0/59    | ▬0 | ▬6.    |
| 2010  | 0.7   | 0/59    | ▬0 | ▬6.    |
| 2015  | 1.3   | 0/59    | ▬0 | ▬6.    |
| 2017  | 0.2   | 0/59    | ▬0 | ▲5.    |
| 2019  | 1.0   | 0/59    | ▬0 | ▬5.    |
| 2024  | 3.8   | 0/57    | ▬0 | ▼6.    |